# 石灰窑镇 (承德县)
石灰窑镇，是中华人民共和国河北省承德市承德县下辖的一个乡镇级行政单位。

## 行政区划
石灰窑镇下辖以下地区：
石灰窑村、六道河村、河西村、毛兰沟村、药王庙村、野猪河村、南三道河子村、小范杖子村、黄家沟村、小郭杖子村、富裕村、梁杖子村、大范杖子村、永兴村、振兴村、柳树营村和沙金沟村。